# Ixtapa, Jalisco
Ixtapa är en ort i Mexiko.   Den ligger i kommunen Puerto Vallarta och delstaten Jalisco, i den centrala delen av landet, 600 km väster om huvudstaden Mexico City. Ixtapa ligger 26 meter över havet och antalet invånare är 18 717.
Terrängen runt Ixtapa är platt åt nordväst, men åt sydost är den kuperad. Runt Ixtapa är det tätbefolkat, med 319 invånare per kvadratkilometer. Närmaste större samhälle är Puerto Vallarta, 11,3 km söder om Ixtapa. I omgivningarna runt Ixtapa växer i huvudsak lövfällande lövskog.